# Логинов, Андрей Сергеевич
Андре́й Серге́евич Ло́гинов (род. 27 ноября 1972, Тирасполь) — советский и российский легкоатлет, специалист по бегу на средние дистанции. Выступал за сборные СССР, СНГ и России по лёгкой атлетике в 1990-х годах, чемпион Игр доброй воли и чемпионата Европы в помещении, многократный победитель и призёр первенств национального значения, участник летних Олимпийских игр в Атланте. Представлял Москву. Мастер спорта России международного класса.

## Биография
Андрей Логинов родился 27 ноября 1972 года в Тирасполе, Молдавская ССР.
Начал заниматься лёгкой атлетикой в 1987 году, проходил подготовку под руководством тренера С. А. Вакурова.
Впервые заявил о себе на международном уровне в сезоне 1990 года, когда вошёл в состав советской национальной сборной и выступил на юниорском мировом первенстве в Пловдиве, где в программе бега на 1500 метров финишировал в финале шестым.
В 1991 году в той же дисциплине стал четвёртым на юниорском европейском первенстве в Салониках.
В 1992 году в дисциплине 1500 метров выиграл серебряную медаль на зимнем чемпионате СНГ в Москве, занял пятое место на Кубке мира в Гаване.
В 1993 году стал серебряным призёром на зимнем чемпионате России в Москве, дошёл до стадии полуфиналов на чемпионате мира в Штутгарте. На соревнованиях Pearl European Relays в Портсмуте вместе со своими соотечественниками установил ныне действующий национальный рекорд России в эстафете 4 × 800 метров — 7:11,96.
В 1994 году на зимнем чемпионате России в Липецке завоевал золотую и серебряную медали в беге на 800 и 1500 метров соответственно, а позже на 800-метровой дистанции превзошёл всех соперников на чемпионате Европы в помещении Париже. На летнем чемпионате России в Санкт-Петербурге, как и на Играх доброй воли в Санкт-Петербурге, так же был лучшим в дисциплине 800 метров. Отметился выступлением на чемпионате Европы в Хельсинки.
На чемпионате России 1995 года в Москве добавил в послужной список ещё одну награду золотого достоинства, полученную в беге на 800 метров, стартовал на чемпионате мира в Гётеборге.
В 1996 году в беге на 1500 метров победил на зимнем чемпионате России в Москве, в дисциплинах 800 и 1500 метров был вторым на летнем чемпионате России в Санкт-Петербурге. Благодаря череде удачных выступлений удостоился права защищать честь страны на летних Олимпийских играх в Атланте, но в итоге не смог преодолеть предварительный квалификационный этап бега на 1500 метров.
На чемпионате России 1997 года в Туле взял бронзу на дистанции 800 метров.
В 1998 году в беге на 800 метров стал бронзовым призёром на зимнем чемпионате России в Москве, принимал участие в Играх доброй воли в Нью-Йорке, где в той же дисциплине финишировал восьмым.
За выдающиеся спортивные достижения удостоен почётного звания «Мастер спорта России международного класса».